# ハロプロ研修生
ハロプロ研修生（ハロプロけんしゅうせい）は、女性アイドル集団のハロー!プロジェクト（以下、ハロプロ）でデビューを目指す研修生。2011年末までの旧名称は「ハロプロエッグ」で、旧名称の略称はエッグ。アップフロントプロモーション所属。
この項目では、北海道の研修生であるハロプロ研修生北海道（-けんしゅうせいほっかいどう）についても記述する。
- ハロプロ研修生の作品・公演・出演・書籍については「ハロプロ研修生の作品・出演一覧」を参照。
- 追加メンバーオーディションについては「ハロー!プロジェクトのメンバーオーディション」を参照。

## 概要
「ハロプロのタマゴ」として、レッスンを受けながらそれぞれの才能の開花を目指すという趣旨の研修生制度である。オーディション落選者などから有望な人材を研修生として確保し、後にデビューというのは藤本美貴が先例であるが、公式な制度としての研修生はハロプロエッグが最初である。
活動開始当時のメンバーは『ハロプロ エッグ オーディション2004』の合格者31名（美勇伝に加入した岡田唯を除く）だった。その後は加入、昇格、離脱を繰り返し、2025年8月16日現在は15名となっている。
メンバーのプロフィールは、2007年5月13日に開催された『第一回ハロー!プロジェクト新人公演 〜さるの刻・とりの刻〜』以降、新人公演特設サイトおよび通販サイトで掲載されるようになった。2018年現在は、ハロー!プロジェクト オフィシャルサイトに掲載されている。
当初からフットサルチーム「Gatas Brilhantes H.P.」のメンバーだった是永美記と川島幸を除き、その活動場所は首都圏に限られていたが、2006年7月9日の名古屋レインボーホールでのハロプロのコンサートで10名のエッグが出演してからは、首都圏外での活動も行われるようになった。
2016年7月16日、「ハロプロ研修生北海道」の活動が発表され、オーディションで選出された7名が同年7月30日のハロー!プロジェクトコンサート札幌公演にてお披露目された。主に北海道内で活動を行っているが、東京で開催される公開実力診断テストは全員参加し、東京を拠点に活動する研修生が中心となって日本各地で催される研修生発表会にも選抜メンバー（2019年6月開催の公演より活動中のメンバー全員）が出演している。

### レッスン
定期レッスンは2008年度までは月2回だったが、2009年度からは週1回行われている。内容は歌・ダンス・演劇・滑舌で、歌とダンスはレベル別のクラス編成がされている。また、新人公演などの大きなイベントの前になると臨時のレッスンが行われている。そのレッスンでの出来具合によっては、事前にホームページで発表されたセットリスト（曲目とその曲を歌うメンバーが発表されている）から出番が削られてしまうこともある。例えば、元メンバーの仙石みなみによれば、メンバーが全員出演予定だった曲で、当日その曲に2人出演しなかったことがあったという。元メンバーの譜久村聖や工藤遥も出番を外された経験がある。
レッスンでは、つんく♂の方針によりリズムをとることが重要視されている。例として、仙石は「1曲の間（中略）リズムを刻まされたり」と述べ、また、元メンバーの古川小夏は「リズムの取り方を泣きたくなるほどやらされました」と述べている。また、元メンバーの北原沙弥香は「ボイストレーニングでも、まずみんなでリズムを取って合わせる」と述べている。

## 構成

### ハロプロ研修生
ハロプロ研修生は以下の者で構成される
- 『ハロー!プロジェクト研修生オーディション』に合格したメンバー。
- 『モーニング娘。新メンバー募集オーディション』など、アップフロントグループ各社が開催するオーディション参加者の内、アップフロントプロモーションより要望があり加入したメンバー。
- 「NICE GIRL プロジェクト!」の研修生である「ナイスガールトレイニー」の一部のメンバー。2014年11月頃に「ハロプロ研修生」に編入された（当時、6名が移籍加入した。移籍組の昇格あるいは研修活動終了により、2018年8月以降は該当者なし）。
- 「ハロプロエッグ」から「ハロプロ研修生」に名称が変更される前から在籍していたメンバー（2016年以降は該当者なし）。

#### ハロプロ研修生北海道
北海道を拠点として活動する研修生。略称は「北研（きたけん）」。メンバーは以下の者で構成される。
- 『ハロー!プロジェクト『北海道限定』メンバーオーディション』に合格したメンバー。
- 『ハロプロ研修生北海道オーディション 2019』に合格したメンバー。
- 『モーニング娘。新メンバー募集オーディション』参加者の内、アップフロントプロモーションより要望があり加入したメンバー。

### ハロプロエッグ
ハロプロエッグとは、ハロプロ研修生の旧名称であり、以下の者で構成されていた。
- 『ハロプロ エッグ オーディション2004』に合格した31名。2007年5月13日に開催された『第一回 ハロー!プロジェクト新人公演 〜さるの刻〜/〜とりの刻〜』に際して公開された資料および過去の情報から全員の顔ぶれが確認されている。一般に「1期メンバー」と呼ばれる。
- 2006年6月4日から上記の1期メンバーのレッスンに合流した3名が、当時のメンバー数名のブログで「2期メンバー」として紹介されていた[14]。その1人の真野恵里菜は、雑誌『De☆View』2009年7月号において『05年アップフロントエッグオーディション』合格と掲載されている。
- その後の新人公演および『De☆View』（2009年より同誌からの「アップフロントエッグオーディション」応募が可能になっている）にて加入が発表されたメンバー。
  - 『De☆View』誌上では、2009年4月号において佐藤綾乃が加入したことが掲載された[15]。5月号の同誌においても新たに平野智美と勝田里奈が新たに加わったことが掲載されている。

エッグ留学生
- モーニング娘。の8期メンバー（留学生）となったリンリンは、「エッグ留学生」としてハロー!プロジェクトのコンサートに出演していた。

その他
- アップフロントミュージックスクールの卒業生は、卒業時のオーディションによりハロプロエッグになるチャンスがあるとされていた。
- 田辺奈菜美は2009年秋に開催された『しゅごキャラエッグ! アミュレットダイヤオーディション』で優勝し、しゅごキャラエッグ!の新メンバー（アミュレットダイヤ）となり、2010年2月28日からハロプロエッグのメンバーとなった。

2期メンバーについて、前述の通り当時のメンバー数名によるブログで「2期」と紹介されているが、すべてのメンバーについて「何期」という公式発表はない。新人公演のプロフィールやパンフレットなどでは2008年度までに加入したメンバーは加入時期に関係なく年齢順での並びとなっていたが、2009年度以降に加入したメンバーはモーニング娘。などと同様に加入時期を優先する形での並びとなった（同時期に複数のメンバーが加入した場合は同期で年齢降順となる）。

## メンバー

### ハロプロ研修生
オフィシャルサイト順（2025年8月16日現在）
| 名前       | よみ            | 出身地   | 生年月日       | 年齢 | 加入時期   | 備考 |
| ---------- | --------------- | -------- | -------------- | ---- | ---------- | ---- |
| 浅野優莉花 | あさの ゆりか   | 神奈川県 | 2009年07月31日 | 16歳 | 2024年02月 |      |
| 宮越千尋   | みやこし ちひろ | 東京都   | 2010年08月27日 | 14歳 | 2024年02月 |      |
| 大坪茉乃   | おおつぼ まの   | 神奈川県 | 2011年06月22日 | 14歳 | 2024年02月 |      |
| 吉田光里   | よしだ ひかり   | 東京都   | 2011年10月01日 | 13歳 | 2024年02月 |      |
| 杉原明紗   | すぎはら めいさ | 兵庫県   | 2011年12月20日 | 13歳 | 2024年02月 |      |
| 服部琉愛   | はっとり るあ   | 愛知県   | 2013年02月07日 | 12歳 | 2024年02月 |      |
| 坂本葵花   | さかもと あおい | 神奈川県 | 2013年04月07日 | 12歳 | 2025年02月 |      |
| 鈴木もあ   | すずき もあ     | 神奈川県 | 2013年04月12日 | 12歳 | 2025年02月 |      |
| 石川華望   | いしかわ はなの | 広島県   | 2013年09月09日 | 11歳 | 2025年02月 |      |
| 根本花凛   | ねもと かりん   | 神奈川県 | 2014年03月22日 | 11歳 | 2025年02月 |      |
| 宮﨑理帆   | みやざき りほ   | 東京都   | 2014年05月13日 | 11歳 | 2025年02月 |      |
| 大野愛莉   | おおの あいり   | 東京都   | 2014年06月25日 | 11歳 | 2025年02月 |      |
| 樋口愛海   | ひぐち あいか   | 東京都   | 2014年09月03日 | 10歳 | 2025年02月 |      |
| 染谷彩良   | そめや さら     | 茨城県   | 2015年02月12日 | 10歳 | 2025年02月 |      |
| 青木優奈   | あおき ゆうな   | 兵庫県   | 2014年01月07日 | 11歳 | 2025年05月 |      |

### ハロプロ研修生北海道
在籍者なし（2025年5月23日現在）

## 過去のメンバー
離脱が公式に発表されたメンバーおよび、1年以上活動の形跡が見られないメンバー、あるいはハロプロ研修生オフィシャルファンクラブページのプロフィールから削除されたメンバーを参考として記載。
ハロー!プロジェクト昇格以降に他グループへ移籍したメンバーは、最初に所属していたグループ内に記載。

### 正式にハロー!プロジェクト入りしたメンバー

#### 美勇伝
岡田唯（おかだ ゆい）
1987年12月28日生まれ、大阪府出身。2004年8月に美勇伝のメンバーとなった。
2008年6月、美勇伝活動終了によりソロ活動を開始し、2009年3月にハロー!プロジェクトから卒業。

#### ℃-ute
有原栞菜（ありはら かんな）
1993年6月15日生まれ、神奈川県出身。2006年1月に℃-uteのメンバーとなった。
2009年7月、℃-uteおよびハロー!プロジェクトを脱退。

#### Gatas Brilhantes H.P.
是永美記（これなが みき）
1985年11月4日生まれ、東京都出身。ガッタスのメンバー。2008年1月30日、ハロー!プロジェクト正式メンバーへの昇格が発表された。
2009年3月、ハロー!プロジェクトを卒業。

#### ソロ
真野恵里菜（まの えりな）
1991年4月11日生まれ、神奈川県出身。2008年3月にハロプロエッグを卒業して以降、ハロー!プロジェクトのソロ歌手として活動。
2013年2月にハロー!プロジェクトを卒業。

#### モーニング娘。
リンリン
1991年3月11日生まれ、中国浙江省杭州市出身。8期メンバーとなった。
2010年12月15日をもってモーニング娘。およびハロー!プロジェクトを卒業し、翌年1月に帰国。
譜久村聖（ふくむら みずき）
1996年10月30日生まれ、東京都出身。9期メンバーとなった。2019年6月19日にハロー!プロジェクトのリーダーに就任。
2023年11月29日をもってモーニング娘。'23およびハロー!プロジェクトを卒業。
工藤遥（くどう はるか）
1999年10月27日生まれ、埼玉県出身。10期メンバーとなった。
2017年12月11日をもってモーニング娘。'17およびハロー!プロジェクトを卒業。
小田さくら（おだ さくら）
1999年3月12日生まれ、神奈川県出身。11期メンバーとなった。
牧野真莉愛（まきの まりあ）
2001年2月2日生まれ、愛知県出身。12期メンバーとなった。
羽賀朱音（はが あかね）
2002年3月7日生まれ、長野県出身。12期メンバーとなった。
加賀楓（かが かえで）
1999年11月30日生まれ、東京都出身。13期メンバーとなった。
2022年12月10日をもってモーニング娘。'22およびハロー!プロジェクトを卒業。2024年9月30日をもって芸能界を引退。
横山玲奈（よこやま れいな）
2001年2月22日生まれ、埼玉県出身。13期メンバーとなった。
山﨑愛生（やまざき めい）
2005年6月28日生まれ、北海道出身。15期メンバーとなった。

#### アンジュルム（旧スマイレージ）
ハロプロエッグ内ユニットとして2009年4月結成。以下の初期メンバー4名は2010年3月27日をもってハロプロエッグ卒業。全員がハロプロエッグの初期メンバーである。
和田彩花（わだ あやか）
1994年8月1日生まれ、群馬県出身。2017年にハロー!プロジェクトのリーダーに就任。
2019年6月18日をもってアンジュルムおよびハロー!プロジェクトを卒業。
前田憂佳（まえだ ゆうか）
1994年12月28日生まれ、千葉県出身。
2011年12月31日をもってスマイレージおよびハロー!プロジェクトを卒業し、芸能界を引退。
福田花音（ふくだ かのん）
1995年3月12日生まれ、埼玉県出身。
2015年11月29日をもってアンジュルムおよびハロー!プロジェクトを卒業。
小川紗季（おがわ さき）
1996年11月18日生まれ、埼玉県出身。
2011年8月27日をもってスマイレージおよびハロー!プロジェクトを卒業し、芸能界を引退。
2011年8月14日、スマイレージのサブメンバーが発表され、ハロプロエッグからは以下の2名が選ばれた。同年10月16日、以下2名はサブメンバーから正規メンバー（2期メンバー）となった。
竹内朱莉（たけうち あかり）
1997年11月23日生まれ、埼玉県出身。2008年6月にハロプロエッグに加入。
2023年6月21日をもってアンジュルムおよびハロー!プロジェクトを卒業。
勝田里奈（かつた りな）
1998年4月6日生まれ、東京都出身。2009年6月、ハロプロエッグに加入。
2019年9月25日をもってアンジュルムおよびハロー!プロジェクトを卒業。
2014年10月4日、スマイレージの3期メンバーが発表され、3名全員がハロプロ研修生から選ばれた。
室田瑞希（むろた みずき）
1998年6月12日生まれ、千葉県出身。2012年3月1日にハロプロ研修生に加入。
2020年3月22日をもってアンジュルムおよびハロー!プロジェクトを卒業。
佐々木莉佳子（ささき りかこ）
2001年5月28日生まれ、宮城県出身。2013年3月1日にハロプロ研修生に加入。
2024年6月19日をもってアンジュルムおよびハロー!プロジェクトを卒業。
相川茉穂（あいかわ まほ）
1999年3月26日生まれ、神奈川県出身。2014年4月1日にハロプロ研修生に加入。
2017年1月11日、パニック障害により休業。同年12月31日、本人の希望もありアンジュルムおよびハロー!プロジェクトを卒業し、芸能界を引退（2020年10月4日より芸能活動を再開）。
2016年7月16日、以下のメンバーがアンジュルムに加入することが発表された。
笠原桃奈（かさはら ももな）
2003年10月22日生まれ、神奈川県出身。2015年4月1日にハロプロ研修生に加入。
2021年11月15日をもってアンジュルムおよびハロー!プロジェクトを卒業。
2017年6月26日、以下のメンバーがアンジュルムに加入することが発表された。
川村文乃（かわむら あやの）
1999年7月7日生まれ、高知県出身。2016年9月にハロプロ研修生に加入。
2024年11月28日をもってアンジュルムおよびハロー!プロジェクトを卒業し、芸能界を引退。
2018年11月23日、以下のメンバーがアンジュルムに加入することが発表された。
太田遥香（おおた はるか）
2003年10月21日生まれ、北海道出身。2016年7月にハロプロ研修生北海道に加入。
2020年10月13日をもってアンジュルムとしての活動を終了。2022年3月末日をもってアップフロントプロモーションとの契約を終了し、ハロー!プロジェクトを卒業、および芸能界を引退。
2019年7月3日、以下のメンバーがアンジュルムに加入することが発表された。
橋迫鈴（はしさこ りん）
2005年10月6日生まれ、愛知県出身。2016年9月にハロプロ研修生に加入。
2020年11月2日、以下のメンバーがアンジュルムに加入することが発表された。
為永幸音（ためなが しおん）
2004年2月9日生まれ、長野県出身。2017年12月10日にハロプロ研修生に加入。
2021年12月30日、以下のメンバーがアンジュルムに加入することが発表された。
平山遊季（ひらやま ゆき）
2006年7月25日生まれ、神奈川県出身。2019年8月にハロプロ研修生に加入。
2023年5月23日、以下のメンバーがアンジュルムに加入することが発表された。
後藤花（ごとう はな）
2008年6月5日生まれ、埼玉県出身。2022年3月にハロプロ研修生に加入。
下井谷幸穂（しもいたに ゆきほ）
2006年8月4日生まれ。岡山県出身。2022年8月にハロプロ研修生に加入。
2025年8月16日、以下のメンバーがアンジュルムに加入することが発表された。
長野桃羽（ながの ももは）
2010年5月13日生まれ、福岡県出身。2025年2月にハロプロ研修生に加入。

#### Juice=Juice
2013年2月結成、同年9月メジャーデビューした。以下の4名はメジャーデビュー時のハロプロ研修生出身メンバー。
宮本佳林（みやもと かりん）
1998年12月1日生まれ、千葉県出身。2008年11月にハロプロエッグに加入。
2020年12月10日をもってJuice=Juiceおよびハロー!プロジェクトを卒業。
高木紗友希（たかぎ さゆき）
1997年4月21日生まれ、千葉県出身。2009年11月にハロプロエッグに加入。
2021年2月12日、Juice=Juiceおよびハロー!プロジェクトの活動を終了。
植村あかり（うえむら あかり）
1998年12月30日生まれ、大阪府出身。2012年3月にハロプロ研修生に加入。
2024年6月14日をもってJuice=Juiceおよびハロー!プロジェクトを卒業。
金澤朋子（かなざわ ともこ）
1995年7月2日生まれ、埼玉県出身。2012年11月にハロプロ研修生に加入。
2021年11月24日をもってJuice=Juiceおよびハロー!プロジェクトを卒業。
2022年5月末をもって芸能界を引退した。
2017年6月26日、以下のメンバーがJuice=Juiceに加入することが発表された。
段原瑠々（だんばら るる）
2001年5月7日生まれ、広島県出身。2013年9月にハロプロ研修生に加入。
2019年6月14日、以下のメンバーがJuice=Juiceに加入することが発表された。
工藤由愛（くどう ゆめ）
2004年9月28日生まれ、北海道出身。2016年7月にハロプロ研修生北海道に加入。
松永里愛（まつなが りあい）
2005年7月7日生まれ、大阪府出身。2017年3月にハロプロ研修生に加入。
2021年7月7日、以下のメンバーがJuice=Juiceに加入することが発表された。
江端妃咲（えばた きさき）
2007年1月30日生まれ、京都府出身。2019年8月にハロプロ研修生に加入。
有澤一華（ありさわ いちか）
2003年12月23日生まれ、大阪府出身。2020年11月にハロプロ研修生に加入。
2022年6月29日、以下のメンバーがJuice=Juiceに加入することが発表された。
石山咲良（いしやま さくら）
2004年2月22日生まれ、東京都出身。2020年11月にハロプロ研修生に加入。
2023年5月23日、以下のメンバーがJuice=Juiceに加入することが発表された。
川嶋美楓（かわしま みふ）
2007年12月13日生まれ、京都府出身。2021年8月にハロプロ研修生に加入。
2025年6月23日、以下のメンバーがJuice=Juiceに加入することが発表された。
林仁愛（はやし にいな）
2011年6月10日生まれ、愛知県出身。2023年3月にハロプロ研修生に加入。

#### カントリー・ガールズ
2014年11月5日、カントリー娘。がカントリー・ガールズに改名され、ハロプロ研修生からは以下2名が加入した。
稲場愛香（いなば まなか）
1997年12月27日生まれ、北海道出身。北海道のローカルアイドルグループPEACEFULを経て、2013年5月にハロプロ研修生に加入。
持病である喘息の療養のため2016年4月から2017年9月まで約1年半活動を休止し、その間の2016年8月4日にカントリー・ガールズを卒業。
2017年9月8日に活動再開を発表し、北海道を拠点としたソロ活動を経て、2018年6月13日にJuice=Juiceに加入。
2022年5月30日をもってJuice=Juiceおよびハロー!プロジェクトを卒業。
山木梨沙（やまき りさ）
1997年10月14日生まれ、東京都出身。2013年9月にハロプロ研修生に加入。
2018年10月、カレッジ・コスモスとの兼任になる（翌年10月31日に卒業）。
2019年12月26日、カントリー・ガールズの活動休止に伴い、芸能界を引退。
2015年11月5日、カントリー・ガールズにハロプロ研修生から以下2名が加入した。
船木結（ふなき むすぶ）
2002年5月10日生まれ、大阪府出身。2013年9月にハロプロ研修生に加入。
2017年6月26日、アンジュルムに移籍し、カントリー・ガールズと兼任になる。
2019年12月26日、カントリー・ガールズ活動休止に伴い、アンジュルム専任になる。
2020年12月9日をもってアンジュルムおよびハロー!プロジェクトを卒業。
梁川奈々美（やながわ ななみ）
2002年1月6日生まれ、神奈川県出身。2015年4月1日にハロプロ研修生に加入。
2017年6月26日、Juice=Juiceに移籍し、カントリー・ガールズと兼任になる。
2019年3月11日をもってJuice=Juice、カントリー・ガールズおよびハロー!プロジェクトを卒業し、芸能界を引退。

#### こぶしファクトリー
2015年1月2日に結成を発表。2020年3月30日をもって解散。
浜浦彩乃（はまうら あやの）
2000年4月26日生まれ、埼玉県出身。2011年3月にハロプロエッグに加入。
田口夏実（たぐち なつみ）
2000年7月21日生まれ、埼玉県出身。2011年2月にハロプロエッグに加入。
2017年12月6日、ここ数か月の本人の行動や出来事が自覚と責任を欠くものであったとして、契約解除により脱退・引退した。
小川麗奈（おがわ れな）
2000年3月27日生まれ、栃木県出身。2011年6月にハロプロエッグに加入。
2017年7月、不安神経症と診断され療養したが、体調が安定せず、同年9月6日に卒業。芸能界を引退。
野村みな美（のむら みなみ）
2000年2月10日生まれ、東京都出身。2012年6月にハロプロ研修生に加入。その後、2022年12月末をもって芸能界を引退。
和田桜子（わだ さくらこ）
2001年3月8日生まれ、愛知県出身。2012年12月にハロプロ研修生に加入。グループ解散と同時にそのまま芸能界を引退。
藤井梨央（ふじい りお）
1999年3月4日生まれ、愛知県出身。2013年5月にハロプロ研修生に加入。
2017年7月6日、契約解除により脱退し、芸能界を引退。本来であれば9月2日に卒業の予定だった。
広瀬彩海（ひろせ あやか）
1999年8月4日生まれ、神奈川県出身。ナイスガールトレイニーを経て、2014年11月にハロプロ研修生に加入。
井上玲音（いのうえ れい）
2001年7月17日生まれ、東京都出身。ナイスガールトレイニーを経て、2014年11月にハロプロ研修生に加入。
こぶしファクトリーの解散後、2020年4月1日にJuice=Juiceに加入。

#### つばきファクトリー
2015年4月29日に結成を発表。以下の6名は結成時のメンバー。
山岸理子（やまぎし りこ）
1998年11月24日生まれ、千葉県出身。2012年6月にハロプロ研修生に加入。
2023年11月6日をもってつばきファクトリーおよびハロー!プロジェクトを卒業。
岸本ゆめの（きしもと ゆめの）
2000年4月1日生まれ、大阪府出身。2012年11月にハロプロ研修生に加入。
2023年11月6日をもってつばきファクトリーおよびハロー!プロジェクトを卒業。
新沼希空（にいぬま きそら）
1999年10月20日生まれ、愛知県出身。2013年9月にハロプロ研修生に加入。
2024年6月10日をもってつばきファクトリーおよびハロー!プロジェクトを卒業。同時に芸能界を引退。
浅倉樹々（あさくら きき）
2000年9月3日生まれ、千葉県出身。2014年10月25日にハロプロ研修生に加入。
2023年4月2日をもってつばきファクトリーおよびハロー!プロジェクトを卒業。
小片リサ（おがた りさ）
1998年11月5日生まれ、東京都出身。ナイスガールトレイニーを経て、2014年11月にハロプロ研修生に加入。
2020年10月8日より活動休止していたが、同年12月28日をもってハロー!プロジェクトおよびつばきファクトリーでの活動を終了した。
谷本安美（たにもと あみ）
1999年11月16日生まれ、北海道出身。2014年11月にハロプロ研修生に加入。
2016年8月13日、つばきファクトリーにハロプロ研修生から以下3名が加入した。
小野田紗栞（おのだ さおり）
2001年12月17日生まれ、静岡県出身。2014年10月25日にハロプロ研修生に加入。
小野瑞歩（おの みずほ）
2000年9月29日生まれ、東京都出身。2015年4月1日にハロプロ研修生に加入。
秋山眞緒（あきやま まお）
2002年7月29日生まれ、大阪府出身。2015年4月1日にハロプロ研修生に加入。
2021年7月7日、つばきファクトリーにハロプロ研修生から以下1名が加入した。
豫風瑠乃（よふう るの）
2007年12月20日生まれ、大阪府出身。2019年8月にハロプロ研修生に加入。
2025年8月16日、つばきファクトリーにハロプロ研修生から以下1名が加入した。
西村乙輝（にしむら いつき）
2010年10月15日生まれ、神奈川県出身。2024年2月にハロプロ研修生に加入。

#### BEYOOOOONDS
2017年5月5日、新グループの結成が発表され、2018年10月19日にグループ名が決定した。以下の3名は結成発表時のメンバー。
一岡伶奈（いちおか れいな）
1999年2月25日生まれ、東京都出身。2012年12月にハロプロ研修生に加入。
2024年3月1日をもってBEYOOOOONDSおよびハロー!プロジェクトを卒業。
高瀬くるみ（たかせ くるみ）
1999年3月16日生まれ、栃木県出身。2015年3月にハロプロ研修生に加入。
清野桃々姫（きよの ももひめ）
2004年12月22日生まれ、東京都出身。2016年1月にハロプロ研修生に加入。
2018年6月9日、ハロプロ研修生から以下のメンバーがBEYOOOOONDSに加入した。
西田汐里（にしだ しおり）
2003年6月7日生まれ、京都府出身。2016年9月にハロプロ研修生に加入。
島倉りか（しまくら りか）
2000年8月20日生まれ、東京都出身。2017年3月にハロプロ研修生に加入。
2025年6月9日をもってBEYOOOOONDSおよびハロー!プロジェクトを卒業。
江口紗耶（えぐち さや）
2003年8月1日生まれ、兵庫県出身。2017年3月にハロプロ研修生に加入。
前田こころ（まえだ こころ）
2002年6月23日生まれ、埼玉県出身。2015年4月1日にハロプロ研修生に加入。
山﨑夢羽（やまざき ゆはね）
2002年11月5日生まれ、愛知県出身。2016年9月にハロプロ研修生に加入。
2024年6月27日をもってBEYOOOOONDSおよびハロー!プロジェクトを卒業。
岡村美波（おかむら みなみ）
2004年10月20日生まれ、大阪府出身。2017年3月にハロプロ研修生に加入。

#### OCHA NORMA
2021年12月12日に結成を発表。
米村姫良々（よねむら きらら）
2004年4月30日生まれ、愛知県出身。2016年1月にハロプロ研修生に加入。
石栗奏美（いしぐり かなみ）
2004年4月20日生まれ、北海道出身。2016年7月にハロプロ研修生北海道に加入。
2025年3月21日をもってハロー!プロジェクトおよびOCHA NORMAの活動を終了。同時に芸能界を引退。
中山夏月姫（なかやま なつめ）
2005年7月20日生まれ、石川県出身。2017年3月にハロプロ研修生に加入。
窪田七海（くぼた ななみ）
2004年7月23日生まれ、千葉県出身。2017年12月にハロプロ研修生に加入。
斉藤円香（さいとう まどか）
2002年10月28日生まれ、埼玉県出身。2018年11月にハロプロ研修生に加入。
広本瑠璃（ひろもと るり）
2003年6月18日生まれ、広島県出身。2019年8月にハロプロ研修生に加入。
西﨑美空（にしざき みく）
2006年4月17日生まれ、岡山県出身。2019年8月にハロプロ研修生に加入。
北原もも（きたはら もも）
2006年8月30日生まれ、東京都出身。2019年8月にハロプロ研修生に加入。

#### ロージークロニクル
2024年6月16日に結成を発表。
松原ユリヤ（まつばら ゆりや）
2008年2月26日生まれ、東京都出身。2017年12月にハロプロ研修生に加入。
小野田華凜（おのだ かりん）
2008年1月23日生まれ、東京都出身。2018年11月にハロプロ研修生に加入。
橋田歩果（はしだ ほのか）
2005年10月17日生まれ、東京都出身。2019年8月にハロプロ研修生に加入。
村越彩菜（むらこし あやな）
2008年2月11日生まれ、千葉県出身。2019年8月にハロプロ研修生に加入。
植村葉純（うえむら はすみ）
2008年2月25日生まれ、大阪府出身。2019年8月にハロプロ研修生に加入。
吉田姫杷（よしだ ひのは）
2007年6月8日生まれ、埼玉県出身。2021年8月にハロプロ研修生に加入。
上村麗菜（かみむら れな）
2009年6月15日生まれ、鹿児島県出身。2022年8月にハロプロ研修生に加入。
島川波菜（しまかわ はな）
2008年4月18日生まれ、神奈川県出身。2024年2月にハロプロ研修生に加入。
相馬優芽（そうま ゆめ）
2011年2月4日生まれ、埼玉県出身。2024年2月にハロプロ研修生に加入。

### その他のメンバー
大柳麻帆（おおやなぎ まほ）
2005年7月のハロプロコンサートへの参加以後は活動が見られない。
川島幸（かわしま みゆき）
1986年8月26日生まれ
フットサル研修生から「Gatas Brilhantes H.P.」に加入、2005年9月14日に正式離脱。
橋田三令（はしだ みれい）
1992年4月28日生まれ、千葉県出身、公式ニックネーム「ミー」。
Nissenキャンペーンソング「空がある」参加。舞台『剣狼 -KENROH-』出演。2007年5月13日の『第一回ハロー!プロジェクト新人公演』に出演。その後、同年6月10日をもって活動終了。
2008年8月、オムニバスCD『Girls盆踊り』にMIREI名義でボーカリストとして参加、芸能活動を再開。
小倉愛実（おぐら まなみ）
1991年7月13日生まれ、東京都出身、公式ニックネーム「ぐらっち」。
2期メンバー
2007年5月13日の『第一回ハロー!プロジェクト新人公演』に参加したが、同年8月7日に公開された、第2回新人公演公式サイトで離脱が公表された。
湯徳歩美（ゆとく あゆみ）
1993年10月19日生まれ、東京都出身、公式ニックネーム「あびちゃん」。
「ともいき・木を植えたい」（2007年1月以降）のメンバー
舞台『江戸から着信!?〜タイムスリップto圏外!〜』出演。
2007年11月30日に当日付でハロプロエッグを脱退することが「ともいき 木を植えたい日記」で発表された。
青木英里奈（あおき えりな）
1990年4月16日生まれ、埼玉県出身、公式ニックネーム「えんな」。
2009年1月のハロー!プロジェクトコンサートへの参加以後は活動が見られない。
瀬崎あずさ（せざき あずさ）
1994年5月29日生まれ、公式ニックネーム「あずず」。
2009年4月のハロー!プロジェクト新人公演への初参加以後は活動が見られない。
古峰桃香（こみね ももか）
1994年6月27日生まれ、東京都出身。
2010年6月12日の、真野恵里菜「お願いだから…」発売記念イベント『マノソナタ〜東京だけだよ 全員集合〜』への参加以降活動が見られない。
西念未彩（さいねん みあ）
1993年6月22日生まれ、東京都出身。
2010年6月29日のハロプロエッグ ファンクラブ限定イベントへの参加以降活動が見られない。
前田彩里（まえだ いろり）
1997年5月7日生まれ、兵庫県出身。
岡井明日菜（おかい あすな）
1996年5月14日生まれ。元℃-uteの岡井千聖の妹。
2010年11月28日の『ハロー!プロジェクト新人公演』への参加以降活動が見られない。
平野智美（ひらの ともみ）
1984年1月27日生まれ、公式ニックネーム「ひらっち」。
2010年11月28日の『ハロー!プロジェクト新人公演』への参加以降活動が見られない。
木沢瑠那（きざわ るな）
1996年9月6日生まれ、公式ニックネーム「るなぷ〜」。
2010年11月28日の『ハロー!プロジェクト新人公演』への参加以降活動が見られなかったが、2012年3月28日、アイドルグループ「スマイル学園」の2012年度前期新入生として紹介された。
吉川友（きっかわ ゆう）
1992年5月1日生まれ、茨城県出身。
ソロとして活動。
田中杏里（たなか あんり）
1991年4月25日生まれ、埼玉県出身。
北原沙弥香（きたはら さやか）
1993年11月29日生まれ、埼玉県出身。
ソロとして活動。
長澤和奏（ながさわ わかな）
1996年11月8日生まれ、岩手県出身、公式ニックネーム「ながさー」。
2011年9月11日に行われた『ハロプロ エッグ 2011 発表会〜9月の生タマゴShow!〜』への参加以降活動が見られなかったが、2012年3月10日、オフィス斬に所属し女優を目指すことが発表された。その後、アイドルグループ「さくらガールズ」のメンバーとして活動していたが、2017年4月に、Label The Garden所属のアイドルユニットであるseeDreamに下の妹とともに加入。Label The Gardenの別グループでは上の妹がすでに活動しており、長澤三姉妹としても活動することとなった。
山賀香菜恵（やまが かなえ）
1995年5月15日生まれ、公式ニックネーム「さんちゃん」。
2011年9月にハロプロエッグ（当時）に加入。2012年8月末にハロプロ研修生オフィシャルファンクラブページのプロフィールから削除された。
茂木美奈実（もぎ みなみ）
1999年1月14日生まれ、公式ニックネーム「モギー」。
2011年7月にハロプロエッグ（当時）に加入。2013年2月にハロプロ研修生オフィシャルファンクラブページのプロフィールから削除された。
岡村里星（おかむら りせ）
1998年7月28日生まれ、公式ニックネーム「おかむーん」。
2012年3月にハロプロ研修生に加入。2013年6月現在、ハロプロ研修生オフィシャルファンクラブページのプロフィールに存在しない。
大塚愛菜（おおつか あいな）
1998年4月3日生まれ、公式ニックネーム「つかぽん」。
2011年7月にハロプロエッグ（当時）に加入。2013年2月「Juice=Juice」結成メンバーとなるが、メジャーデビュー前の同年7月にハロプロ研修生、Juice=Juiceから脱退した。以降の活動は「大塚愛菜」を参照。
真城佳奈（ましろ かな）
1999年8月29日生まれ、公式ニックネーム「まっし」。
2013年5月にハロプロ研修生に加入したことが発表された。2013年10月23日現在、ハロプロ研修生オフィシャルファンクラブページのプロフィールに存在しない。
金子りえ（かねこ りえ）
1997年7月1日生まれ、公式ニックネーム「りっちゃん」。
2008年3月にハロプロエッグ（当時）に加入。2013年末にハロプロ研修生としての活動を終了した。
小数賀芙由香（こすが ふゆか）
1997年11月19日生まれ、公式ニックネーム「ふ〜ちゃん」。
2011年8月14日、スマイレージにサブメンバーとして加入したが、同年9月9日に同グループから離脱。その後、2012年2月にハロプロ研修生に加入（実質的には降格扱い）。2014年5月4日に行われた『ハロプロ研修生 発表会2014 〜春の公開実力診断テスト〜』において、ハロプロ研修生としての活動を終了したことが発表された。なお、スマイレージのサブメンバーに加入する以前はスターダストプロモーションに所属していた。2016年の一時期イーコンセプトにてタレント活動していたが離脱（事実上の芸能界引退）。なお2017年度の実践女子大学のミス・コンテストに立候補しグランプリに選ばれている。
田中可恋（たなか かれん）
1997年12月24日生まれ、公式ニックネーム「たなかれ」。
2013年5月にハロプロ研修生に加入したことが発表された。2014年9月1日現在、ハロー!プロジェクトオフィシャルサイトのプロフィールに存在しない。また、『ハロプロ研修生 発表会 2014〜9月の生タマゴShow!〜』の公演情報では「研修活動を終了した」とされている。
大浦央菜（おおうら ひろな）
2000年9月10日生まれ、公式ニックネーム「ひろひろ」。
2013年9月にハロプロ研修生に加入。2014年9月1日現在、ハロー!プロジェクトオフィシャルサイトのプロフィールに存在しない。また、『ハロプロ研修生 発表会 2014〜9月の生タマゴShow!〜』の公演情報では「研修活動を終了した」とされている。2018年現在、モデルとして活動中。
田辺奈菜美（たなべ ななみ）
1999年11月10日生まれ、公式ニックネーム「たなぴょん」。
2009年10月にハロプロエッグ（当時）に加入。2014年11月5日現在、ハロー!プロジェクトオフィシャルサイトのプロフィールに存在しない。また、『ハロプロ研修生 発表会 2014〜11月・12月の生タマゴShow!〜』の公演情報では「研修生活動を終了しました」と記載されている。2015年、東宝芸能でOnePixcelのメンバーとしてデビューした。2021年6月25日をもって解散し、現在は個人で活動中。
吉橋くるみ（よしはし くるみ）
1999年9月22日生まれ、公式ニックネーム「くるみん」。
2011年2月にハロプロエッグ（当時）に加入。2014年11月5日現在、ハロー!プロジェクトオフィシャルサイトのプロフィールに存在しない。また、『ハロプロ研修生 発表会 2014〜11月・12月の生タマゴShow!〜』の公演情報では「研修生活動を終了しました」と記載されている。
三瓶海南（みかめ かな）
1998年8月28日生まれ、公式ニックネーム「かめちゃん」。
2013年5月にハロプロ研修生に加入。『ハロプロ研修生 発表会 2015〜3月の生タマゴShow!〜』の公演情報では「研修活動終了しました」と記載されている。
斎藤夏奈（さいとう かな）
2001年8月26日生まれ、公式ニックネーム「かなっぺ」。
2014年5月にハロプロ研修生に加入。2015年5月開催の『ハロプロ研修生 発表会2015 〜春の公開実力診断テスト〜』の公演情報では「研修活動終了しました」と記載されている。
岡本帆乃花（おかもと ほのか）
2004年2月28日生まれ。
2015年4月1日にハロプロ研修生に加入。『ハロプロ研修生 発表会 2015〜11月・12月の生タマゴShow!〜』の公演情報では「研修活動終了しました」と記載されている。
竹村未羽（たけむら みう）
2001年4月28日生まれ。公式ニックネーム「みゅー」
2014年5月にハロプロ研修生に加入。2016年5月開催の『Hello! Project 研修生発表会2016 〜春の公開実力診断テスト〜』の公演情報では「研修活動終了しました」と記載されている。
橋本渚（はしもと なぎさ）
1997年7月3日生まれ。
ナイスガールトレイニーを経て、2014年11月にハロプロ研修生に加入。『ハロプロ研修生 発表会 2016 9月 〜SINGING!〜』の公演情報で「研修活動終了しました」と記載されている。2018年度の読売ジャイアンツ公式マスコットガール「ヴィーナス」のメンバーに選ばれる。
横川夢衣（よこがわ ゆめい）
1999年3月14日生まれ、公式ニックネーム「ゆーめい」。
2013年9月にハロプロ研修生に加入。『ハロプロ研修生 発表会 2016 9月 〜SINGING!〜』の公演情報で「研修活動終了しました」と記載されている。その後リアルムへ移籍し、現在は〝芦屋系お嬢様アイドルユニットNoah'sMile（ノアスマイル）〟のメンバーとして関西を中心にライブや舞台で活動中。。
島野萌々子（しまの ももこ）
1999年5月31日生まれ。
ナイスガールトレイニーを経て、2014年11月にハロプロ研修生に加入。『ハロプロ研修生 発表会 2016 9月 〜SINGING!〜』の公演情報で「研修活動終了しました」と記載されている。
仲野りおん（なかの りおん）
2001年9月5日生まれ。
2015年4月1日にハロプロ研修生に加入。『ハロプロ研修生 発表会 2016 9月 〜SINGING!〜』の公演情報で「研修活動終了しました」と記載されている。
2017年4月2日にアイドルユニット「いちごみるく色に染まりたい。」加入発表（2018年6月16日卒業）。その後、2021年3月13日に「放課後プリンセス」候補生ユニット「放プリユース」に加入（2021年11月23日活動辞退）。
吉田真理恵（よしだ まりえ）
2003年4月29日生まれ。
2016年9月にハロプロ研修生に加入。『Hello! Project 研修生発表会 2017 3月 〜Marching!〜』の公演情報で「研修活動終了しました」と記載されている。2024年ミス日本ファイナリストに選ばれている。
後藤咲香（ごとう さやか）
2003年8月31日生まれ。
2017年12月にハロプロ研修生に加入。『Hello! Project 研修生発表会 2018 3月 〜Sakura〜』の公演情報で「研修活動終了しました」と記載されている。
橋本桃呼（はしもと ももこ）
2003年6月28日生まれ。
2017年12月にハロプロ研修生に加入。『Hello! Project 研修生発表会2018 〜春の公開実力診断テスト〜』の公演情報で「研修活動を終了しました」と記載されている。
2018年8月放送の「ラストアイドル」に挑戦者として出演し、入れ替えバトルに勝利、ラストアイドル2期生暫定メンバー（立ち位置1番）となり、9月の放送で正式メンバーに決定した。2022年5月31日をもってラストアイドルの活動が終了。2022年8月5日、新グループ「高嶺のなでしこ」の結成メンバーに選出される。
北川亮（きたがわ りょう）
2004年6月29日生まれ。
2016年7月にハロプロ研修生北海道に加入。『Hello! Project 研修生発表会2018 〜春の公開実力診断テスト〜』の公演情報で「研修活動を終了しました」と記載されている。研修終了後、札幌を拠点に活動するアイドルグループ「@ria」のメンバーとして活動し、2020年2月29日にグループを卒業。
井上ひかる（いのうえ ひかる）
2000年8月31日生まれ。愛称「ひかるん」。
2013年5月5日にハロプロ研修生に加入。『Hello! Project 研修生発表会 2018 6月 〜にじ〜』の公演情報で「研修活動を終了しました」と記載されている。
堀江葵月（ほりえ きづき）
1998年5月14日生まれ。
ナイスガールトレイニーを経て、2014年11月にハロプロ研修生に加入。『Hello! Project 研修生発表会 2018 9月 〜もみじ〜』の公演情報で「研修活動を終了しました」と記載されている。
2019年10月に地元・清瀬市にて姉とダンススタジオをオープンし、振付師YOSHIKO率いるteam445にダミーダンサーとして参加し、ハロプロメンバーにダンスを教えている。
金津美月（かなつ みづき）
2002年10月9日生まれ。
2015年4月1日にハロプロ研修生に加入。『Hello! Project 研修生発表会 2018 9月 〜もみじ〜』の公演情報で「研修活動を終了しました」と記載されている。
2021年11月5日にガールズダンス&ボーカルユニット「FAREWELL, MY L.u.v」加入発表（2023年1月3日に現体制を解散、グループを離脱）。
野口胡桃（のぐち くるみ）
2001年8月29日生まれ。
2016年1月にハロプロ研修生に加入。『Hello! Project 研修生発表会 2018年12月 〜みかん〜』の公演情報で「研修活動を終了しました」と記載されている。
日比麻里那（ひび まりな）
2002年12月17日生まれ。
2017年3月にハロプロ研修生に加入。『Hello! Project 研修生発表会 2018年12月 〜みかん〜』の公演情報で「研修活動を終了しました」と記載されている。
土居麗菜（どい れな）
2004年9月1日生まれ。
2017年3月にハロプロ研修生に加入。『Hello! Project 研修生発表会 2018年12月 〜みかん〜』の公演情報で「研修活動を終了しました」と記載されている。2019年12月8日より2021年12月7日までアイドルグループ「Ange et Folletta」のメンバー・Renaとして活動、さらに2021年8月3日から2022年5月4日までアイドルグループ「アフィシャナドゥ」のメンバーとしても活動。また2024年7月11日より「SCRAMBLE SMILE」のメンバーとして活動。
児玉咲子（こだま さきこ）
2003年3月29日生まれ。
2016年1月にハロプロ研修生に加入。『Hello! Project 研修生発表会 2019 3月〜SUN〜』の公演情報で「研修活動を終了いたしました」と記載されている。
楠萌生（くすのき めい）
2004年11月10日生まれ。
2018年11月にハロプロ研修生に加入。『Hello! Project 研修生発表会2019 〜春の公開実力診断テスト〜』の公演情報で「研修活動を終了いたしました」と記載されている。
小野琴己（おの ことみ）
2002年10月7日生まれ。
2016年1月にハロプロ研修生に加入。『Hello! Project 研修生発表会 2019 9月 〜煌〜』の公演情報で「研修活動を終了いたしました」と記載されている。
出頭杏奈（しゅっとう あんな）
2005年3月8日生まれ。
2017年12月にハロプロ研修生に加入。『Hello! Project 研修生発表会 2019 9月 〜煌〜』の公演情報で「研修活動を終了いたしました」と記載されている。
佐藤光（さとう ひかり）
2004年4月19日生まれ。
2016年7月にハロプロ研修生北海道に加入。『Hello! Project 研修生発表会 2019 9月 〜煌〜』の公演情報で「研修活動を終了いたしました」と記載されている。
金光留々（かねみつ るる）
2005年9月2日生まれ。
2017年12月にハロプロ研修生に加入。2019年7月にハロプロ研修生ユニットのスターティング・メンバーとなるが、『Hello! Project COUNTDOWN PARTY 2019 〜 GOOD BYE & HELLO ! 〜』の公演情報で「研修活動を終了致しました」と記載されている。2024年11月24日に「空想ロマンス」のメンバーになったことが発表される。
橋本莉々花（はしもと りりか）
2004年11月1日生まれ。
2019年8月にハロプロ研修生北海道に加入。2020年4月19日に研修活動終了が発表された。2023年度ファイターズガールに選出される。
渋谷妃菜（しぶや ひな）
2008年12月11日生まれ。
2019年12月にハロプロ研修生北海道に加入。2020年4月19日に研修活動終了が発表された。2020年5月5日に開催予定だった『Hello! Project 研修生発表会2020 〜春の公開実力診断テスト〜』に当初出演予定だった。
河野みのり（かわの みのり）
2004年4月23日生まれ。
2016年7月にハロプロ研修生北海道に加入。2019年1月より活動休止していたが、2021年3月16日に研修活動終了が発表された。
西村風凛（にしむら かりん）
2005年11月16日生まれ。
2019年12月にハロプロ研修生北海道に加入。2020年6月より活動休止していたが、2021年3月16日に研修活動終了が発表された。
山田苺（やまだ いちご）
2005年7月15日生まれ。
2017年3月にハロプロ研修生に加入。2021年4月23日に研修活動終了が発表された。2021年5月3日に開催予定だった『Hello! Project 研修生発表会 2021 〜春の公開実力診断テスト〜』に当初出演予定だった。
前島花凛（まえしま かりん）
2009年8月22日生まれ。
2022年2月にハロプロ研修生に加入。2022年5月23日に研修活動終了が発表された。2024年5月19日よりアイドルグループ「太陽と踊れ月夜に唄え」の「太陽と踊れ」のメンバー・春名花凛として活動。
河野空愛（かわの そあら）
2006年10月6日生まれ。
2023年3月にハロプロ研修生に加入。『Hello! Project 研修生発表会 2024 12月「カトレア」』の公演情報で「本人の申し出により研修活動を終了致しました」と記載されている。
牧野永愛（まきの とあ）
2009年12月26日生まれ。
2023年3月にハロプロ研修生に加入。2025年5月23日に研修活動終了が発表された。

#### 音楽ガッタス
武藤水華（むとう みか）
1992年1月31日生まれ、埼玉県出身。
澤田由梨（さわだ ゆり）
1991年11月25日生まれ、千葉県出身、公式ニックネーム「さわちゃん」。
2009年8月30日をもってハロプロエッグおよび音楽ガッタスを卒業した。
能登有沙（のと ありさ）
1988年12月26日生まれ、千葉県出身。
StylipSとして歌手活動の他、声優としても活動。

#### チャオ ベッラ チンクエッティ
2006年8月、ハロプロエッグ内ユニットとしてTHE ポッシボーを結成。2007年10月15日、ハロプロエッグ卒業後にTNXへ移籍。2015年にアップフロントクリエイトに移籍し、「チャオ ベッラ チンクエッティ」に改名。2018年8月2日をもって解散。諸塚・橋本・岡田・後藤は、事務所は変わることなく個々で芸能活動をしている。
諸塚香奈実（もろづか かなみ）
1989年11月1日生まれ、埼玉県出身。
大瀬楓（おおせ かえで）
1991年4月29日生まれ、千葉県出身。2009年8月にTHE ポッシボーを卒業し引退。
橋本愛奈（はしもと あいな）
1992年10月3日生まれ、神奈川県出身。
秋山ゆりか（あきやま ゆりか）
1992年10月19日生まれ、神奈川県出身。2015年8月にチャオ ベッラ チンクエッティを卒業し引退。
岡田ロビン翔子（おかだ ロビン しょうこ）
1993年3月15日生まれ、アメリカ合衆国マサチューセッツ州ボストン出身。
後藤夕貴（ごとう ゆき）
1993年6月12日生まれ、神奈川県出身。

#### アップアップガールズ（仮）
ハロプロエッグの研修課程を修了したメンバーによって結成されたグループ。佐藤綾乃を除く6名は、『ハロプロ エッグ オーディション2004』に合格したメンバーである。
仙石みなみ（せんごく みなみ）
1991年4月30日生まれ、宮城県出身。
2010年12月21日、ハロプロエッグの研修課程を修了。2017年9月16日にアップアップガールズ（仮）を卒業。
古川小夏（ふるかわ こなつ）
1992年6月5日生まれ、神奈川県出身。
2011年1月31日、ハロプロエッグの研修課程を修了。2020年12月31日にアップアップガールズ（仮）を卒業。
森咲樹（もり さき）
1993年10月12日生まれ、神奈川県出身。
2011年1月17日、ハロプロエッグの研修課程を修了。2020年12月31日にアップアップガールズ（仮）を卒業し引退。
佐保明梨（さほ あかり）
1995年6月8日生まれ、東京都出身。
2011年4月18日、ハロプロエッグの研修課程を修了。2020年12月31日にアップアップガールズ（仮）を卒業。
関根梓（せきね あずさ）
1996年6月14日生まれ、長野県出身。
2011年3月9日、ハロプロエッグの研修課程を修了。2023年12月30日にアップアップガールズ（仮）を卒業。
新井愛瞳（あらい まなみ）
1997年11月19日生まれ、群馬県出身。
2011年3月9日、ハロプロエッグの研修課程を修了。2020年12月31日にアップアップガールズ（仮）を卒業。2021年12月31日、芸能界を引退。
佐藤綾乃（さとう あやの）
1995年1月7日生まれ、神奈川県出身。
2009年3月にハロプロエッグに加入。2011年3月9日、ハロプロエッグの研修課程を修了。2017年9月16日にアップアップガールズ（仮）を卒業し引退。

## 略歴
個別に記事が存在するメンバーやグループ、ユニット、チームの詳細は、それぞれの記事を参照のこと。

### 2004年
- 4月18日 - 5月23日、テレビ東京系番組「ハロー!モーニング。」でオーディション開催が告知され、10,570名が応募した。
- 6月19日・20日、モーニング娘。文化祭2004が開催されていた幕張メッセにおいて、面接による1次審査が行われた（面接に代えて、DVカセットテープを送付して審査に付する方法もあった）。
- 8月までに上記オーディションの合格者がフットサル研修生4名を含む32名であることと、岡田が美勇伝に加入することが発表された[185]。
- 8月14日・15日、フットサル研修生の是永美記と川島幸がGatas Brilhantes H.P.に加入、「お台場カップ」に出場した。
- 10月、ガッタス・ユース（後のリトルガッタス）が結成され、田中と武藤が加入した。
- 12月25日、同日発売のムック本「Sals2」においてフットサル研修生4名のプロフィールが公表された。

### 2005年
- 1月、ハロー!プロジェクトコンサートの東京公演で20名がバックダンサーとして参加。後に発売された同コンサートの写真集にて、この20名の氏名が公表された（福田・前田（憂佳）・北原・湯徳・西念・有原・後藤・ロビン・大柳・秋山・橋本・古川・橋田・澤田・武藤・田中・大瀬・青木・諸塚・能登、以上原文はローマ字表記）。また同コンサートの楽屋裏での福田花音・湯徳歩美の自己紹介シーンが、『ハロプロ on フレッツ』の公式配信動画として配信された。これ以降のハロー!プロジェクトコンサートでも、首都圏での公演では毎回20名前後がバックダンサーとして出演している。
- 小学六年生（小学館）2005年6月号に田中および武藤が、同7月号に田中が登場した。
- 9月14日、川島幸のGatas Brilhantes H.P.からの離脱が発表された。
- 10月8日 - 10日、パシフィコ横浜で行われたイベント「『モーニング娘。“熱っちぃ地球を冷ますんだっ。”文化祭2005』in 横浜」で、「ともいき・木を植えたい」（前田（憂佳）・有原・古川・大瀬・能登）のお披露目が行われた。

### 2006年
- 1月、℃-uteへ加入した有原に代わり、森がともいき・木を植えたいの新メンバーとなった。
- 3月19日、さいたまスーパーアリーナで行われた『Hello! Project SPORTS FESTIVAL 2006』において、メトロラビッツH.P.によるキックベースボールの試合でのアシスタントをエッグの7名が担当した。
- 4月1日、中野サンプラザで行われた『時東ぁみ初ライブ '06春 〜ザ・中野サンプラ〜』に、諸塚・大瀬・澤田・秋山・橋本・森がゲスト出演した。
- 4月19日から6月18日まで行われたNissen On-line 飛行船プロジェクト2006のWebサイトにおいて、福田・ロビン・北原・橋田の歌唱によるキャンペーンソング「空がある」が公開された。
- 5月、雑誌『ピュアピュア』（辰巳出版）Vol.36に岡井（明日菜）のグラビアとインタビュー記事が掲載され、岡井のPCクリニカのCM出演と7月のハロー!プロジェクトコンサートへの出演が発表された。
- 6月4日、エッグ2期生3名が加わったことが、14日に更新された大瀬の「ともいき日記」から明らかになった[14]。
- 7月2日、インターネット放送GyaOで放送が開始された、モーニング娘。の高橋愛が初主演した新感覚ドラマ『道徳女子短大 エコ研』の第1話「セミ」に能登・諸塚・青木・澤田が出演した。
- 7月9日、名古屋レインボーホールで行われたハロー!プロジェクトのコンサートに、西念・湯徳・北原・後藤・森・古川・橋本・秋山・ロビン・武藤・澤田・是永の12名が出演し、エッグの首都圏外における初めての本格活動となった。12名は、17日に大阪城ホール、22日・23日に代々木第一体育館で行われたコンサートにも出演した。また、代々木第一体育館でのコンサートには小川（紗季）・岡井（明日菜）・佐保・和田・福田も出演した。
- 8月2日、インターネット放送GyaOで放送が開始された、後藤真希が主演した新感覚ドラマ『道徳女子短大 エコ研』の第2話「39℃」に、澤田が出演した。
- 8月2日 - 16日、つんく♂タウンTHEATER旗揚げ公演第一弾 時東ぁみ座長公演『CRY FOR HELP! 〜宇宙ステーション近くの売店にて〜』に、秋山・橋本・諸塚が出演した。この3名はつんく♂により「THE ポッシボー」と呼ばれることになる。
- 8月11日、同日発売のSals5（講談社ムック）において、田中が学業専念のため活動休止中であることが明らかになった。
- 9月2日・3日、SHIBUYA-AXで行われたカントリー娘。コンサートのアンコールに、小川（紗季）・和田・前田・森の4名が出演した。
- 9月 - 10月、THE ポッシボーに大瀬、ロビン、後藤が加入。ロビンは加入後、「岡田ロビン翔子」という芸名を使用。

### 2007年
- 1月、THE ポッシボーに加入した大瀬に代わり、湯徳がともいき・木を植えたいの新メンバーとなった。
- 4月、吉川友がハロプロエッグのメンバーとなることが発表された[186]。
- 5月13日、『第一回 ハロー!プロジェクト新人公演 〜さるの刻〜/〜とりの刻〜』をハロプロエッグ（THE ポッシボー含む）、℃-uteの有原、モーニング娘。8期メンバーの光井愛佳・ジュンジュン・リンリンの出演により渋谷C.C.Lemonホールにて開催した[187]。
- 6月10日、橋田三令がハロプロエッグとしての活動を終了した[107]。
- 6月19日、能登・真野・仙石・澤田のGatas Brilhantes H.P.への加入が発表された。
- 7月12日、Gatas Brilhantes H.P.の選抜メンバーが音楽ガッタスとして8月22日（後に9月12日に延期）にCDデビューすることが発表された。エッグからは是永・能登・真野・仙石・澤田・武藤が参加。
- 8月1日、随時受付のオーディション『アップフロントエッグオーディション』開始が告知された。
- 8月7日、『2007 ハロー!プロジェクト新人公演 8月 〜横浜で会いましょう〜』公式サイト公開開始時に小倉愛実の離脱が公表された[110]。
- 9月2日・10月7日、キッズステーションにて『特番!!ちゃお.TV〜ハロプロエッグのプリンセス決定戦〜』が放送された。出演メンバーは小川（紗季）・岡井（明日菜）・佐保・福田・前田（憂佳）・和田・古峰だった。
- 10月15日、THE ポッシボーのハロプロエッグからの卒業が発表された[188]。。
- 11月30日、湯徳歩美のハロプロエッグ卒業が発表された[111]。
- 12月、卒業した湯徳に代わり、佐保がともいき・木を植えたいの新メンバーとなった[189]。
- 12月31日、第58回NHK紅白歌合戦にモーニング娘。、Berryz工房、℃-uteのバックダンサーとして出演した。

### 2008年
- 1月27日、是永美記がこの日のハロー!プロジェクトコンサートをもってハロプロエッグの研修を終了した。
- 3月2日、真野恵里菜がソロ歌手デビューの準備のため同日に音楽ガッタスを卒業すること、同月29日開催の『2008 ハロー!プロジェクト新人公演 3月 〜キラメキの横浜〜』をもってハロプロエッグの研修を終了することが発表された[190]。
- 4月28日、武藤水華が4月30日をもってハロプロエッグを卒業することが発表された[191]。
- 6月22日、赤坂BLITZで開催された「2008 ハロー!プロジェクト新人公演 6月 〜赤坂HOP〜」にて、竹内朱莉・金子りえ・譜久村聖がハロプロエッグのメンバーとなることが発表された（但し竹内は約半年前からハロプロエッグに在籍していた）[192]。
- 8月頃、携帯サイト「ポケモー。」で「今日は何の日?エッグの日!」が開始される（ - 2009年3月）。
- 8月9日、『'08夏 ナイスガールプロジェクト!エモーショナルライブ 〜ミラクル セクシー ダイナマイト〜』の東京公演の限定ゲストとして古川・森・古峰・和田・前田（憂佳）・福田・佐保・小川（紗季）の8名が参加した。
- 9月20日、『しゅごキャラ!まつり in ODAIBA』において、ハロプロエッグの新ユニットであるしゅごキャラエッグ!の結成が発表された。参加メンバーは和田・前田（憂佳）・福田・佐保の4名[193]。
- 11月24日、横浜BLITZで開催された『2008 ハロー!プロジェクト新人公演11月 〜横浜JUMP!〜』にて、宮本佳林がハロプロエッグのメンバーとなることが発表された。

### 2009年
- 4月1日、ハロー!プロジェクトのサイトの全面リニューアルと同時に、ハロプロエッグオフィシャルファンクラブページを開設。
- 4月頃、携帯動画サイト「ポケモー」で「今日はダレの日?」が開始される。
- 4月4日・5日、横浜BLITZで開催した『2009 ハロー!プロジェクト新人公演4月 〜横浜HOP!〜』にて、佐藤綾乃と瀬崎あずさがハロプロエッグのメンバーとなることが発表された。更に和田・前田（憂佳）・福田・小川（紗季）の4名が新たにユニットを結成することも発表された。
- 5月8日、上記の新ユニット名が「S/mileage」に決定した。
- 6月7日、中野サンプラザで開催された『2009 ハロー!プロジェクト新人公演6月 〜中野STEP!〜』にて、平野智美と勝田里奈がハロプロエッグのメンバーとなることが発表された。
- 8月10日、能登と澤田のハロプロエッグ卒業が発表された。澤田由梨は進学のため、8月26日 - 30日に赤坂レッドシアターで開催された舞台『空間ゼリー Vol.11 「暗ポップ」』を最後の活動とし、同時に「音楽ガッタス」からも卒業した[184]。
- 8月26日、しゅごキャラエッグ!メンバーから和田・前田（憂佳）・福田の卒業と前田（彩里）・譜久村の加入が発表され、同時にもう1名（アミュレットダイヤ）をオーディションで募集することも発表された。
- 9月23日、横浜BLITZで開催された『2009 ハロー!プロジェクト新人公演9月 〜横浜JUMP!〜』をもって能登有沙がハロプロエッグとしての活動を終了した[194]。ともいき・木を植えたいも、5人による固定メンバーからハロプロエッグ選抜参加による新体制に移行した。
- 11月23日、横浜BLITZで開催された『2009 ハロー!プロジェクト新人公演11月 〜横浜FIRE!〜』にて、高木紗友希がハロプロエッグのメンバーとなることが発表された。
- 11月26日、『しゅごキャラエッグ!アミュレットダイヤオーディション』で田辺奈菜美が優勝した。

### 2010年
- 2月28日、代々木の山野ホールで開催された『2010 ハロプロエッグ ノリメンLIVE 2月』[195]にて、田辺奈菜美がハロプロエッグのメンバーとなることが発表された。
- 3月27日、横浜BLITZで開催された『2010 ハロー!プロジェクト新人公演3月 〜横浜GOLD!〜』にて、工藤遥、長澤和奏、木沢瑠那がハロプロエッグのメンバーとなることが発表された。（工藤は1月頃よりハロプロエッグに在籍していた）[192]。更にS/mileageがハロプロエッグを卒業し、正式にハロー!プロジェクトのメンバーとなり、同時に表記が「スマイレージ」となることも発表された。
- 7月、ハロプロエッグのマネージャーより、「高校生以上のメンバーは（ハロプロエッグに）残れず、中学生以下のメンバーは選抜で残るかどうか決められる」との通告を受けた[196]。
- 8月、「研修制度の変更により、現ハロプロ エッグメンバーによる（新人）公演は11月公演が最後」となることが発表された[197]。
- 8月8日、モーニング娘。9期メンバーオーディションの開催が発表され[198]、8月19日にはモーニング娘。のプロデューサーであるつんく♂より、ハロプロエッグメンバーの同オーディションへの参加条件が発表された[199]。竹内・工藤が後に語ったところによれば、メンバー内では同オーディションについてあまり話題になっていなかったが、年齢制限（2010年8月1日現在で10歳〜17歳）をクリアしているメンバーのうち、ほぼ全てのメンバーが受験していたという[192]。同オーディションにはメンバーの中から譜久村が合格したが、竹内・工藤は落選した[192]。
- 10月、ハロプロエッグの中学生のメンバーに対し、上記の選抜で組織に残るメンバーが通告された[200]。残るメンバーは宮本・田辺・佐保・高木など10名で、関根・新井らは残ることが出来なかった[200]。
- 11月28日、『2010 ハロー!プロジェクト新人公演11月 〜横浜JUMP!〜』が横浜BLITZにて開催された。この公演は「現ハロプロ エッグメンバーによる」最後の公演となった[201]（古川は「エッグ卒業の発表は順次行われていたのですが、事実上は10年11月の新人公演が最後だったんです」と述べている）[10]。
- 11月、前田（彩里）がハロプロエッグとしての活動を終了した[202]。
- 12月21日、仙石みなみがハロプロエッグの研修を修了した。
- 12月24日、吉川友がハロプロエッグの研修を修了した[203]。

### 2011年
- 1月2日、譜久村聖がモーニング娘。に加入。同月7日にハロプロエッグの研修を修了した[204]。
- 1月17日、森咲樹がハロプロエッグの研修を修了した。
- 1月31日、古川小夏がハロプロエッグの研修を修了した。
- 2月22日、古川・森・関根・新井・佐藤の5名によりK-POPカバーダンスグループ「UFZS」が結成された[205]。
- 3月8日、田中杏里がまくびープロに所属しているタレントとしてブログを開設した。
- 3月9日、北原沙弥香・関根梓・新井愛瞳・佐藤綾乃がハロプロエッグの研修を修了した。北原はタイトプロに移籍。
- 4月18日、佐保明梨がハロプロエッグの研修を修了した。
- 6月19日、『ハロプロ エッグ 汐留AXイベント」』にて吉橋くるみ、田口夏実、浜浦彩乃がハロプロエッグのメンバーとなることが発表された。
- 7月、『ハロプロ エッグ 夏期休暇前スペシャル!〜新人さん!?、いらっしゃ〜い!〜』にて、大塚愛菜、茂木美奈実、小川麗奈のグッズが発売され[206]、大塚愛菜、茂木美奈実、小川麗奈がハロプロエッグのメンバーとなった。
- 8月14日、『Hello!Project 2011 SUMMER 〜日本の未来はWOW WOWライブ〜』にて、竹内朱莉と勝田里奈がスマイレージのサブメンバーに選出されたことが発表された[36][207]。
- 9月11日、横浜BLITZにて『ハロプロ エッグ 2011 発表会〜9月の生タマゴShow!〜』が開催された[208]。2010年11月までは「新人公演」と称し行われてきた公演であるが、今回よりリニューアルされ「発表会」として開催された[209]。また、この公演にはスマイレージサブメンバーの竹内・勝田の2名も参加した[209]。
- 9月29日、工藤遥がモーニング娘。に加入[34]。
- 10月1日、小田さくらがハロプロエッグに加入。
- 10月16日、スマイレージサブメンバーの竹内朱莉、勝田里奈が正式メンバーとなった[37]。
- 11月12日・20日、『ハロプロ エッグ 文化祭 11月 〜新メン(!?)を迎えて〜』にて、新メンバーとして山賀香菜恵、小田さくらが紹介された[210]。
- 11月23日、よみうりランドオープンシアターEASTにて開催された『ハロー!プロジェクト☆フェスティバル』に、真野恵里菜のバックダンサーとしてハロプロ研修生が参加し、新オーディション「ハロー!プロジェクト『研修生』オーディション」が開催されることが発表された[211]。
- 年末、「ハロプロエッグ」から「ハロプロ研修生」に名称が変更された[2]。

### 2012年
- 3月16日、『ハロプロ研修生 発表会 2012〜3月の生タマゴShow!〜』のサイトがオープンし、新メンバーとして小数賀芙由香（元スマイレージサブメンバー[212]）、植村あかり（大阪の研修生）が紹介された[213]。
- 3月31日、日本橋三井ホールにて『ハロプロ研修生 発表会 2012〜3月の生タマゴShow!〜』が開催された[214][215]。同公演は「ハロプロ研修生」に改名されて以降、初の公演となった[2]。また、病気のため休養していた小数賀を含む4名が新メンバーとして紹介された[2]。
- 6月17日、山野ホールで開催された『ハロプロ研修生 発表会 2012〜6月の生タマゴShow!〜』にて、小田・岡村・山岸・野村の4名が新メンバーとして紹介された。
- 9月14日、ハーモニーホール座間にて開催されたモーニング娘。のツアー『モーニング娘。誕生15周年記念コンサートツアー2012秋〜カラフルキャラクター〜』の公開リハーサルにおいて、小田さくらがモーニング娘。に加入することが発表された[216]。
- 12月9日、Shibuya O-EAST（東京）で開催された『ハロプロ研修生 発表会 2012〜12月の生タマゴShow!〜』[217]にて、金澤朋子・一岡伶奈・岸本ゆめの・牧野真莉愛・加賀楓・和田桜子の6名が新メンバーとして紹介された[59]。

### 2013年
- 2月3日、ハロプロ研修生の中から新しいユニットが結成されることが発表された[218]。メンバーは宮本・高木・大塚・植村・金澤・宮崎由加の6名で、この時点でハロプロ研修生ではないメンバーも含まれている[218]。
- 2月23日、YouTubeに公式チャンネル「ハロプロ研修生 Official YouTube Channel」が開設された。
- 2月25日、前述の新ユニットの名称が「Juice=Juice」に決定したことが発表された[122][219][220]。
- 3月31日、横浜BLITZで開催された『ハロプロ研修生 発表会 2013〜3月の生タマゴShow!〜』[221]にて、佐々木莉佳子が新メンバーとして紹介された[221][222]。
- 4月16日 - 9月15日、テレビ番組『ハロプロ研修生のただ今研修中！』がアイドル専門チャンネルPigooにて放送された（全5回、月1回放送リピート有り）[223]。
- 5月5日、中野サンプラザで開催された『ハロプロ研修生 発表会2013 〜春の公開実力診断テスト〜』にハロプロ研修生とJuice=Juiceが出演した[124]。観客の投票数1位は田辺で、審査員特別賞に和田桜子が選ばれた[124]（Juice=Juiceは診断対象外）。また、同公演では新メンバー6名（田中可恋・三瓶海南・藤井梨央・真城佳奈・井上ひかる・稲場愛香）の加入が発表された[124]。
- 6月8日・15日、メルパルク TOKYO・御堂会館（大阪）にて開催された『ハロプロ研修生 発表会 2013 〜6月の生タマゴShow!〜』にハロプロ研修生とJuice=Juiceが出演した[224]。同公演では、5月に行われた実力診断テストで投票数1位を獲得した田辺がソロで℃-uteの「キャンパスライフ〜生まれて来てよかった〜」を披露した[225]。
- 7月5日、大塚愛菜がハロプロ研修生・Juice=Juiceから脱退することが発表された[123]。
- 9月22日、モーニング娘。12期オーディション落選者から7名（山木梨沙・横川夢衣・新沼希空・大浦央菜・段原瑠々・羽賀朱音・船木結）がハロプロ研修生に加入することがハロプロ研修生 Official YouTube Channelにて発表された[226]。
- 10月5日、テレビ番組『〜おねだりエンタメ!〜はぴ★ぷれ』がBS日テレにて放送開始[227]。
- 12月7日・8日・21日、東別院ホール・なんばHatch・ディファ有明で開催された『ハロプロ研修生 発表会2013〜12月の生タマゴShow!〜』[228]にて、山木・横川・新沼・大浦・段原・羽賀・船木の7名が新メンバーとして紹介された。

### 2014年
- 5月4日、中野サンプラザで『ハロプロ研修生 発表会2014 〜春の公開実力診断テスト〜』が開催された[229]。観客の投票で選ばれる『ベストパフォーマンス賞』には段原瑠々が選ばれた[127]。また、同公演では新メンバー3名（相川茉穂・竹村未羽・斎藤夏奈）の加入が発表された[229]。
- 6月1日・7日・14日、Zepp Nagoya・ディファ有明・Zepp Nambaで開催された『ハロプロ研修生 発表会2014〜6月の生タマゴShow!〜』にて、新曲「Crying」を初披露した[230]。
- 7月12日 - 9月6日、東京・大阪・名古屋ほか計7都市で開催された『Hello! Project 2014 SUMMER 〜KOREZO!〜 & 〜YAPPARI!〜』にて、新曲「青春Beatは16」と「恋したい新党」を初披露した[230]。
- 9月7日・15日・23日、Zepp Nagoya・ディファ有明・Zepp Nambaで開催された『ハロプロ研修生 発表会2014〜9月の生タマゴShow!〜』[注 2]にて、新曲「テーブル席空いててもカウンター席」を初披露した[230]。
- 9月30日、牧野真莉愛と羽賀朱音がモーニング娘。に加入した[35]。
- 10月4日、室田瑞希、佐々木莉佳子、相川茉穂がスマイレージに加入した[38][39]。
- 11月5日、稲場愛香と山木梨沙が「カントリー・ガールズ」に加入した[64]。
- 11月18日、ハロー!プロジェクト公式サイトにて浅倉樹々と小野田紗栞のハロプロ研修生加入が発表された[231]。
- 11月29日・12月6日・29日、Zepp Nagoya・Zepp Tokyo・森ノ宮ピロティホールにて『ハロプロ研修生 発表会2014〜11・12月の生タマゴShow!〜』が開催され「女の園」を初披露した[232]。同公演にて、上記の小野田や、橋本渚など9名が新メンバーとして紹介された[232]。

### 2015年
- 1月2日、中野サンプラザで行われたハロー!プロジェクトの公演で、ハロプロ研修生内ユニットの結成が発表された[233]。メンバーは浜浦彩乃、田口夏実、小川麗奈、野村みな美、和田桜子、藤井梨央、広瀬彩海、井上玲音の8名で、同ユニットは研修生活動と並行して活動する予定とされた[233]。
- 2月25日、前述のユニットの名称が「こぶしファクトリー」に決定したことが発表された[68]。
- 3月、ハロー!プロジェクト公式サイトにて高瀬くるみのハロプロ研修生加入が発表された[97]。
- 4月27日、ハロー!プロジェクト公式サイトにて、小野瑞歩、仲野りおん、梁川奈々美、前田こころ、秋山眞緒、金津美月、笠原桃奈、岡本帆乃花のハロプロ研修生加入が発表された[234]。
- 4月29日、新ユニット「つばきファクトリー」の結成が発表された[82]。メンバーは山岸理子、岸本ゆめの、新沼希空、浅倉樹々、小片リサ、谷本安美の計6名[82]。お披露目は、『ハロプロ研修生 発表会2015 〜春の公開実力診断テスト〜』で行われた[235]。
- 5月4日、中野サンプラザで『ハロプロ研修生 発表会2015 〜春の公開実力診断テスト〜』が開催され、『ベストパフォーマンス賞』に加賀楓が選ばれた[235]。同公演では、Juice=Juice、カントリー・ガールズ、こぶしファクトリー、つばきファクトリーがゲスト出演した[235]。
- 11月5日、船木結・梁川奈々美がカントリー・ガールズに加入した[67]。

### 2016年
- 1月15日、ハロー!プロジェクト公式サイトにて、野口胡桃、小野琴己、児玉咲子、米村姫良々、清野桃々姫のハロプロ研修生加入が発表された[236]。
- 5月5日、中野サンプラザで『Hello! Project 研修生発表会2016 〜春の公開実力診断テスト〜』が開催され、『ベストパフォーマンス賞』に228票を獲得した笠原桃奈と清野桃々姫の2人が選ばれた。同公演には、カントリー・ガールズ、こぶしファクトリー、つばきファクトリーがゲスト出演した[237]。
- 7月16日、笠原桃奈がアンジュルムに加入することが発表された[41]。また、ハロプロ研修生北海道が活動を開始することが発表された[238]。
- 7月30日、札幌市で開催されたハロー!プロジェクトコンサートにて、ハロプロ研修生北海道メンバーの太田遥香、佐藤光、石栗奏美、河野みのり、北川亮、工藤由愛、山﨑愛生が紹介された[7]。
- 8月13日、小野田紗栞、小野瑞歩、秋山眞緒の3人がつばきファクトリーに加入することが発表された[91][239]。
- 8月17日、ハロー!プロジェクト公式サイトにて、川村文乃、横山玲奈、吉田真理恵、西田汐里、山﨑夢羽、橋迫鈴のハロプロ研修生加入が発表された[240]。
- 12月12日、加賀楓と横山玲奈がモーニング娘。に加入したことが発表された[241]。

### 2017年
- 2月5日、ハロプロ研修生北海道が札幌スクールオブミュージック＆ダンス専門学校にて初の単独公演を開催した[242]。
- 3月6日、ハロー!プロジェクト公式サイトにて、島倉りか、日比麻里那、江口紗耶、土居麗菜、岡村美波、松永里愛、山田苺、中山夏月姫のハロプロ研修生加入が発表された[243]。
- 5月5日、中野サンプラザで『Hello! Project 研修生発表会2017 〜春の公開実力診断テスト〜』が開催され、『ベストパフォーマンス賞』に段原瑠々が選ばれた。同公演にて、井上ひかるが研修生リーダーに就任すること、高瀬くるみ、清野桃々姫が演技やパフォーマンスを中心とした活動を行うこと、一岡伶奈、段原瑠々、川村文乃がハロプロメンバーとしてそれぞれデビューすることが発表された[244]。
- 6月26日、段原瑠々がJuice=Juiceに、川村文乃がアンジュルムに加入することが発表された。また、一岡伶奈が新グループのリーダーになることがあわせて発表された。
- 12月10日、Zepp Tokyoで行われた『Hello! Project 研修生発表会 2017 12月 〜Conti→New!』で、橋本桃呼、後藤咲香、為永幸音、出頭杏奈、窪田七海、金光留々、松原ユリヤのハロプロ研修生加入が発表された[245]。

### 2018年
- 5月6日、中野サンプラザで『Hello! Project 研修生発表会2018 〜春の公開実力診断テスト〜』が開催され、『ベストパフォーマンス賞』に島倉りかが選ばれた[246]。
- 6月11日、一岡伶奈がリーダーを務める新グループに西田汐里、島倉りか、江口紗耶の3名が、高瀬くるみ、清野桃々姫の在籍する新セクションのグループに前田こころ、山﨑夢羽、岡村美波の3名がそれぞれ加入することが発表された[247]。
- 10月19日、一岡伶奈がリーダーを務めるグループの名称が「CHICA#TETSU」、高瀬くるみ、清野桃々姫が所属するグループの名称が「雨ノ森 川海」に決定し、これら2グループに『ハロー!プロジェクト“ONLY YOU”オーディション』合格者を加えた合同グループが結成され、グループ名が「BEYOOOOONDS」に決定したことが発表された[248]。
- 11月1日、ハロー!プロジェクト公式サイトにて、斉藤円香、楠萌生、小野田華凜のハロプロ研修生加入が発表された[249]。
- 11月23日、ハロプロ研修生北海道の太田遥香がアンジュルムに加入したことが発表された[250]。

### 2019年
- 5月4日、中野サンプラザで『Hello! Project 研修生発表会2019 〜春の公開実力診断テスト〜』が開催され、『ベストパフォーマンス賞』に松永里愛が選ばれた[251]。
- 6月14日、ハロプロ研修生北海道の工藤由愛とハロプロ研修生の松永里愛がJuice=Juiceに加入したことが発表された[252]。
- 6月22日、ハロプロ研修生北海道の山﨑愛生がモーニング娘。に加入したことが発表された[253]。
- 7月3日、橋迫鈴がアンジュルムに加入したことが発表された[254]。
- 7月11日、ハロプロ研修生内ユニットの結成が発表された[170]。スターティング・メンバーは米村姫良々、石栗奏美、窪田七海、金光留々、斉藤円香の5名。
- 8月2日、ハロー!プロジェクト公式サイトにて、広本瑠璃、橋田歩果、西﨑美空、平山遊季、北原もも、江端妃咲、豫風瑠乃、村越彩菜、植村葉純のハロプロ研修生加入、橋本莉々花のハロプロ研修生北海道加入が発表された[255]。
- 12月3日、ハロー!プロジェクト公式サイトにて、西村風凛と渋谷妃菜の2名がハロプロ研修生北海道に加入したことが発表された[256]。

### 2020年
- 4月7日、ハロプロ研修生・ハロプロ研修生北海道をメインにしたドキュメンタリー番組『ハロドリ。』がテレビ東京他にて放送開始[257]。
- 7月26日、『Hello! Project 研修生発表会2020 〜夏の公開実力診断テスト〜』が無観客・有料配信で開催され、『ベストパフォーマンス賞』にハロプロ研修生北海道の石栗奏美が選ばれた[258]。
- 11月2日、為永幸音がアンジュルムに加入したことが発表された[259]。
- 11月4日、ハロー!プロジェクト公式サイトにて、有澤一華と石山咲良の2名がハロプロ研修生に加入したことが発表された[260]。

### 2021年
- 3月7日、ハロー!プロジェクトの新グループを結成し、そのメンバーにはハロプロ研修生ユニットに選出されていた米村姫良々、石栗奏美、窪田七海、斉藤円香の4名が含まれること、さらに増員して年内にグループの形を決める予定であることが発表された[261]。
- 4月17日、ハロプロ研修生としては初の単独ライブ『ハロプロ研修生2021 初単独ライブ〜エピソードゼロ〜』が中野サンプラザにて開催された[262]。
- 5月29日、『Hello! Project 研修生発表会2021 〜春の公開実力診断テスト〜』が無観客・有料配信で開催され、『ベストパフォーマンス賞』に豫風瑠乃が選ばれた[263]。
- 7月5日、新グループに中山夏月姫、広本瑠璃、西﨑美空、北原ももの4名が加入することが発表された[264]。
- 7月7日、江端妃咲と有澤一華がJuice=Juiceに、豫風瑠乃がつばきファクトリーに加入したことが発表された[265]。
- 7月20日、アンジュルム・新グループと合同での新メンバーオーディション「ハロー!プロジェクト 新メンバーオーディション2021」を開催することが発表された[266]。
- 8月24日、ハロー!プロジェクト公式サイトにて、吉田姫杷と川嶋美楓の2名がハロプロ研修生に加入したことが発表された[267]。
- 12月12日、新グループ「OCHA NORMA」の結成が発表された[105]。メンバーはハロプロ研修生から米村姫良々、中山夏月姫、窪田七海、斉藤円香、広本瑠璃、西﨑美空、北原もも、ハロプロ研修生北海道の石栗奏美、オーディション合格者の田代すみれ、筒井澪心の計10名[105]。お披露目は、『Hello! Project 研修生発表会 2021 12月 〜RING〜』で行われた。ハロプロ研修生北海道は石栗奏美の昇格により在籍者が0名となった。
- 12月30日、平山遊季がアンジュルムに加入したことが発表された[49]。

### 2022年
- 2月15日、ハロー!プロジェクト公式サイトにて、後藤花と前島花凛の2名がハロプロ研修生に加入したことが発表された[268]。
- 5月3日、中野サンプラザで『Hello! Project 研修生発表会2022 〜春の公開実力診断テスト〜』が開催され、『ベストパフォーマンス賞』に松原ユリヤと小野田華凜が選ばれた[269]。
- 6月29日、石山咲良がJuice=Juiceに加入したことが発表された[270]。
- 6月29日、ハロプロ研修生内ユニット「ハロプロ研修生ユニット '22」の編成が発表された[271]。選抜メンバーは松原ユリヤ・小野田華凜・橋田歩果・村越彩菜・植村葉純の5名。
- 8月9日、ハロー!プロジェクト公式サイトにて、下井谷幸穂と上村麗菜の2名がハロプロ研修生に加入したことが発表された[272]。

### 2023年
- 3月28日、ハロー!プロジェクト公式サイトにて、河野空愛、牧野永愛、林仁愛のハロプロ研修生加入が発表された[273]。
- 4月30日、J:COMホール八王子で『Hello! Project 研修生発表会2023 〜春の公開実力診断テスト〜』が開催され、『ベストパフォーマンス賞』に川嶋美楓が選ばれた[274]。
- 5月23日、後藤花と下井谷幸穂がアンジュルムに、川嶋美楓がJuice=Juiceに、吉田姫杷と上村麗菜がハロプロ研修生ユニット '23に加入したことが発表された[51]。また、ハロプロ研修生ユニット '23が2024年にハロー!プロジェクトの新グループとしてデビューすることが発表された[51]。

### 2024年
- 2月7日、ハロー!プロジェクト公式サイトにて、島川波菜、浅野優莉花、宮越千尋、西村乙輝、相馬優芽、大坪茉乃、吉田光里、杉原明紗、服部琉愛のハロプロ研修生加入が発表された[275]。
- 5月4日、TACHIKAWA STAGE GARDENで『Hello! Project 研修生発表会 2024 ～春の公開実力診断テスト～』が開催され、『ベストパフォーマンス賞』に林仁愛が選ばれた[276]。
- 6月16日、新グループ「ロージークロニクル」の結成が発表された[106]。メンバーはハロプロ研修生から松原ユリヤ、小野田華凜、橋田歩果、村越彩菜、植村葉純、吉田姫杷、上村麗菜、島川波菜、相馬優芽の9名[106]。

### 2025年
- 2月5日、ハロー!プロジェクトのYouTubeチャンネル『ハロ!ステ』にて、長野桃羽、坂本葵花、鈴木もあ、石川華望、根本花凛、宮﨑理帆、大野愛莉、樋口愛海、染谷彩良のハロプロ研修生加入が発表された[277]。
- 5月11日、LINE CUBE SHIBUYAで『Hello! Project 研修生発表会 2025 〜春の公開実力診断テスト〜』が開催され、『ベストパフォーマンス賞』に西村乙輝が選ばれた[278]。
- 5月23日、ハロー!プロジェクト公式サイトにて、青木優奈のハロプロ研修生加入が発表された[183]。
- 6月23日、林仁愛がJuice=Juiceに加入したことが発表された[279]。
- 8月16日、LaLa arena TOKYO-BAYで開催された『ハロ！コン 2025』にて、長野桃羽がアンジュルムに、西村乙輝がつばきファクトリーに加入したことが発表された[280]。

### 公式ブログ
「ハロプロエッグ」と呼ばれた時期に在籍した一部のメンバーは公式ブログを公開していた。「エッグ」から「研修生」に名称が変更されて以降、公式ブログを公開しているメンバーはいない（ツアー日記を除く）。以下、ハロプロエッグメンバーのブログについて記述する。
2006年
- 3月、ともいき・木を植えたいのメンバーにより「ともいき 木を植えたい日記」がスタートした。
- 5月、諸塚と青木のブログがスタートした。
- 7月4日、能登と大瀬とロビンの公式ブログがスタートした。
- 8月16日、武藤・古川・橋田・後藤の公式ブログがスタートした。
- 8月22日、THE ポッシボーの公式ブログがスタートした（これに伴い、諸塚の公式ブログは終了した）。
- 9月から10月、THE ポッシボーに大瀬・ロビン・後藤が加入したことにより、3人の公式ブログは順次終了し、THE ポッシボーの公式ブログへ移行した。
- 9月25日、北原・湯徳・西念・澤田の公式ブログがスタートした（1つのブログを4人で共有、11月21日付までの期間限定）。
- 10月11日、福田の公式ブログがスタートした。

2007年
- 2月2日、前田（憂佳）の公式ブログがスタートした。
- 6月10日、橋田の公式ブログが終了した。

2008年
- 1月30日、森の公式ブログがスタートした。
- 7月1日、エッグメンバーの既存の公式ブログがフルリニューアルされ、タイトルが本人直筆となる。なお、青木と古川の公式ブログは6月をもって終了した。

2009年
- 3月30日、ハロプロエッグオフィシャルファンクラブページへの移行のため、前日の29日更新分をもって能登・福田・前田（憂佳）・森の公式ブログの一般公開を終了した。
- 4月1日、和田の公式ブログがハロプロエッグオフィシャルファンクラブページでスタートした。
- 7月頃、小川（紗季）の公式ブログがハロプロエッグオフィシャルファンクラブページでスタートした。
- 8月10日、能登の公式ブログがアメーバブログに移行され、約4か月ぶりに一般公開を再開した。
- 12月7日、福田の公式ブログがアメーバブログに移行され、約8か月ぶりに一般公開を再開した。
- 12月28日、和田の公式ブログがGREEブログに移行され、一般公開を開始した。

2010年
- 2月26日、小川と前田（憂佳）の公式ブログがアメーバブログに移行され、前田（憂佳）のブログは約10か月ぶりに一般公開を再開、小川のブログは一般公開を開始した。これにより、S/mileageメンバー個々のブログがすべて一般公開に切り替わった。
- 6月7日、仙石の公式ブログがハロプロエッグオフィシャルファンクラブページでスタートした。